# Human Nature (bài hát của Madonna)
"Human Nature" là một bài hát của ca sĩ người Mỹ Madonna nằm trong album phòng thu thứ sáu của cô, Bedtime Stories (1994). Album được phát hành với ý định làm dịu bớt hình ảnh gợi dục của Madonna, vốn bị lên tiếng chỉ trích vào thời điểm đó. Nó được sáng tác và sản xuất bởi Madonna và Dave Hall, với sự tham gia hỗ trợ viết lời từ Shawn McKenzie, Kevin McKenzie và Milo Deering lấy cảm hứng từ bài hát "What You Need" của Main Source. Đây là đĩa đơn thứ 4 và cũng là cuối cùng từ Bedtime Stories, phát hành ngày 06 tháng 6 năm 1995 bởi Maverick Records.
Bài hát chịu ảnh hưởng từ R&B này nhận được những ý kiến trái chiều từ các nhà phê bình âm nhạc. Về mặt thương mại, nó thành công vừa phải ở Hoa Kỳ, đạt vị trí thứ 46 trên bảng xếp hạng Billboard Hot 100 và thứ 2 trên Hot Dance Club Play. Ở những nơi khác, "Human Nature" lọt vào top 10 ở Italy, Nhật Bản và Vương quốc Anh.
Video ca nhạc của bài hát được đạo diễn bởi Jean-Baptiste Mondino, trong đó Madonna và các vũ công của cô diện trang phục cao su và dàn dựng vũ đạo với roi da. Tuy nhiên, không giống như những video trước đó như "Justify My Love" và "Erotica", nó mang nội dung hài hước hơn gợi dục. Điều này thể hiện sự chế giễu những điều cấm kỵ mà xã hội đặt nặng về đề tài đó. Madonna đã trình diễn "Human Nature" trong 3 chuyến lưu diễn của mình, gần nhất là tại The MDNA Tour (2012).

## Danh sách các bản phối chính thức
- Bản album (4:53)
- Radio chỉnh sửa (4:09)
- Bản radio (4:32)
- Howie Tee Remix (4:48)
- Howie Tee Clean Remix (4:48)
- Human Club Mix (9:06)
- Runaway Club Mix (8:19)
- Runaway Club Mix Radio chỉnh sửa (3:59)
- Love Is The Nature Mix (6:41)
- I'm Not Your Bitch Mix (8:11)
- Bottom Heavy Dub (7:57)

## Danh sách bài hát
| - Đĩa CD tại Đức/Vương quốc Anh 1. "Human Nature" (Radio chỉnh sửa) – 4:09 2. "Human Nature" (The Human Club Mix) – 9:05 3. "Human Nature" (Chorus Door Slam with Nine Sample) – 4:48 4. "Human Nature" (The Runway Club Mix) – 8:19 5. "Human Nature" (I'm Not Your Bitch) – 8:11 - Đĩa đơn cassette tại Vương quốc Anh 1. "Human Nature" (Radio chỉnh sửa) – 4:09 2. "Human Nature" (Chorus Door Slam with Nine Sample) – 4:48 - Đĩa 12" maxi tại Đức/Vương quốc Anh 1. "Human Nature" (Human Club Mix) – 9:05 2. "Human Nature" (The Runway Club Mix) – 8:19 3. "Human Nature" (Master With Nine Sample) – 4:48 4. "Human Nature" (I'm Not Your Bitch mix) – 8:11 - Đĩa CD tại Đức 1. "Human Nature" (bản album) – 4:54 2. "Bedtime Story" (Junior's Sound Factory Mix) – 9:15 3. "Bedtime Story" (Orbital Mix) – 7:41 - Đĩa 12" tại Đức 1. "Human Nature" (bản album) – 4:54 2. "Bedtime Story" (Junior's Sound Factory Mix) – 9:15 3. "Bedtime Story" (Junior's Wet Dream Mix) – 8:33 - Đĩa CD tại Úc 1. "Human Nature" (Radio chỉnh sửa) – 4:09 2. "Human Nature" (bản video) – 4:32 3. "Human Nature" (bản album) – 4:54 | - Đĩa CD 3" tại Nhật 1. "La Isla Bonita" (bản album) – 4:54 2. "Human Nature" (bản radio) – 4:30 - Đĩa đơn cassette / 7" và CD tại Mỹ 1. "Human Nature" (bản radio) – 4:30 2. "Sanctuary" (bản album) – 5:03 - Đĩa CD maxi tại Bắc Mỹ và Úc 1. "Human Nature" (Radio chỉnh sửa) - 4:09 2. "Human Nature" (Runway Club Mix Radio Edit) - 3:58 3. "Human Nature" (Runway Club Mix) - 8:18 4. "Human Nature" (I'm Not Your Bitch Mix) - 8:10 5. "Human Nature" (Howie Tee Remix) - 4:47 6. "Human Nature" (Howie Tee Clean Remix) - 4:46 7. "Human Nature" (bản radio) - 4:30 8. "Human Nature" (Bottom Heavy Dub) - 8:08 9. "Human Nature" (Love is the Nature Mix) - Đĩa 12" maxi tại Mỹ 1. "Human Nature" (Runway Club Mix) - 8:18 2. "Human Nature" (I'm Not Your Bitch Mix) - 8:10 3. "Human Nature" (Runway Club Mix Radio Edit) - 3:58 4. "Human Nature" (Bottom Heavy Dub) - 8:08 5. "Human Nature" (Howie Tee Remix) - 4:47 6. "Human Nature" (Howie Tee Clean Remix) - 4:46 7. "Human Nature" (bản album) - 4:07 |

## Xếp hạng
| Bảng xếp hạng (1995)                     | Vị trí cao nhất |
| ---------------------------------------- | --------------- |
| Úc (ARIA)                                | 15              |
| Canada Top Singles (RPM)                 | 9               |
| Phần Lan (Suomen virallinen lista)       | 10              |
| Đức (GfK)                                | 50              |
| Ireland (IRMA)                           | 21              |
| Ý (FIMI)                                 | 10              |
| New Zealand (Recorded Music NZ)          | 37              |
| Scotland (OCC)                           | 18              |
| Thụy Sĩ (Schweizer Hitparade)            | 17              |
| Anh Quốc (OCC)                           | 8               |
| Hoa Kỳ Billboard Hot 100                 | 46              |
| Hoa Kỳ Pop Airplay (Billboard)           | 30              |
| Hoa Kỳ Dance Club Songs (Billboard)      | 2               |
| Hoa Kỳ Hot R&B/Hip-Hop Songs (Billboard) | 57              |
| Hoa Kỳ Rhythmic (Billboard)              | 19              |